# Pont-l'Évêque, Calvados

Pont-l'Évêque este o comună în departamentul Calvados, Franța. În 1 ianuarie 2022 avea o populație de 5.116 de locuitori.